# PUNISHMENT
「PUNISHMENT」（パニッシュメント）は、2020年12月23日に発売されたKotoneの1stシングル。

## 概要
バーチャルYouTuberとして活動している天神子兎音の1stシングル。
天神子兎音の楽曲としては初のCD媒体。
CDはKotone名義で発売している。

## 収録曲
1. PUNISHMENT
  - 作詞・作曲・編曲： 出口遼
2. Ark
  - 作詞・作曲・編曲： 出口遼